# Chevrolet Monte Carlo
Chevrolet Monte Carlo — американское двухдверное купе, которое производилось и продавалось подразделением Chevrolet General Motors.  Получив свое название от одноименного монегаскского города, Монте-Карло был продан как первый личный роскошный автомобиль марки Chevrolet. А также получилось популярность после коллаборации с Mustang 1981г +5к в ходе которого получил название Мустанг среди всех Chevrolet. Monte Carlo был тесно связанным вариантом Pontiac Grand Prix  на протяжении всего его производства. Представленная в 1970 модельном году, модельная линейка выпускалась в шести поколениях вплоть до 2007 модельного года, с перерывом в 1989-1994 годах.
С 1970 по 1972 год Монте-Карло использовал платформу "A-Special" с Grand Prix, перейдя на промежуточное шасси A-body в 1973-1977 годах. В 1978 году модельный ряд подвергся обширному сокращению; в результате серьезной ревизии шасси A-body было переименовано в G-body в 1981 году. После сокращенного 1988 модельного года Монте-Карло был заменен двухдверным Chevrolet Lumina.
В 1995 модельном году Monte Carlo был возрожден, заменив двухдверную Lumina. Разделяя переднеприводную W-платформу с двухдверным Grand Prix, Monte Carlo снова был превзошел Camaro как самое большое купе Chevrolet. После прекращения выпуска четырехдверной Lumina Chevrolet Impala стал четырехдверным эквивалентом Monte Carlo. После 2002 модельного года производство купе Grand Prix было прекращено, оставив Monte Carlo самым большим двухдверным купе, выпускаемым американским автопроизводителем.
В ответ на снижение продаж модельной линейки Chevrolet прекратила выпуск Monte Carlo после 2007 модельного года; на данный момент Camaro (вновь выпущенный в 2010 году) и Corvette являются единственными двухдверными моделями Chevrolet. На протяжении большей части своего производства Monte Carlo представлял бренд Chevrolet в гонках на серийных автомобилях. В 1980-х годах был представлен автомобиль Monte Carlo SS с улучшенным аэродинамическим дизайном; в рамках своего возрождения Monte Carlo снова представлял Chevrolet в серийных автомобильных гонках с 1995 года до его прекращения.
Последняя версия модели классифицируется как полноразмерное купе. Серийный выпуск купе был прекращён в 2007 году. За всю свою историю этот автомобиль пережил множество конкурентов, производство которых было либо прекращено на много лет раньше, либо конструкция их претерпела кардинальные изменения. Monte Carlo выдержал шесть поколений дизайна. Первые четыре (1970-72, 1973-77, 1978-80 и 1981-88) были заднеприводные, с двигателем V8 (V6 стали доступны с начала 1978 года).

## Разработка
В 1968 модельном году GM ввела политику раздельной колесной базы для своих автомобилей среднего размера с А-образной платформой. Двухдверные модели теперь будут иметь колесную базу 112 дюймов (2845 мм), 116 дюймов (2946 мм) для седанов и 121 дюйм (3073 мм) для универсалов. В 1969 году GM представила Pontiac Grand Prix, двухдверный автомобиль с А-образной платформой, которая была вытянута перед моторным щитом, чтобы сделать его длиной 210,2 дюйма (5339 мм). Это придало дизайну необычно длинный капот, который помог новому Grand Prix превзойти своего более крупного предшественника B-body, несмотря на более высокие цены. Новая компоновка сначала была известна как A-body Special, но впоследствии эволюционировала в свой собственный класс, известный как G-platform.
Monte Carlo начинался как версия Chevrolet Pontiac Grand Prix, задуманная Эллиотом М. Эстес, генеральным менеджером "Chevrolet", и главным стилистом "Chevrolet" Дэвидом Холлсом. Они смоделировали стиль на современном Cadillac Eldorado, хотя большая часть кузова и конструкции были общими с Chevrolet Chevelle (моторный щит, лобовое стекло, крышка багажника и заднее стекло были одинаковыми). Новый внешний "стиль бутылки кока-колы" отличался скрытыми стеклоочистителями. Система контроля освещения была опциональной.
В середине 1990-х годов в статье журнала Chevrolet High Performance говорилось, что первое поколение Monte Carlo было известно руководству Chevrolet под рабочим названием Concours. Обычной практикой в то время было то, что все названия моделей Chevrolet начинались с буквы "С". В какой-то момент стало необходимым создание официального купе, седана и кабриолета. Было отмечено, что седан напоминал полноразмерный Oldsmobile 98 до использования платформы GM G с по крайней мере одной фотографией, показывающей выдвижные дверные ручки, которые будут представлены на Camaro 1970½ и Vega 1971 года и полноразмерных Chevys, но не появятся на Monte Carlo до дебюта модели второго поколения в 1973 году. Когда автомобиль дебютировал в 1970 модельном году, единственным доступным типом кузова был двухдверный хардтоп.
Хотя Monte Carlo был разработан в Chevrolet под руководством Пита Эстеса, он был официально представлен в сентябре 1969 года Джоном З. Делориан, сменившего Эстеса на посту генерального менеджера Chevrolet в начале года после того, как ранее возглавил подразделение Pontiac, где руководил разработкой Grand Prix.

## Первое поколение

### 1970
Стиль Monte Carlo 1970 модельного года отличается хромированной прямоугольной решеткой радиатора, имеющей мелкий сетчатый рисунок из 720 небольших квадратов с двумя горизонтальными разделителями, а в центре ее находилась хромированная и красная эмблема герба, украшенная Коринфским шлемом (обычно называемым "рыцарским гербом"), тонкий молдинг на капоте без вертикального орнамента капота, круглые фары с закругленными хромированными рамками, круглые габаритные фонари, встроенные в передний бампер непосредственно под фарами, и задние фонари с хромированной отделкой только по периметру объектива.
Стандартная трансмиссия была 350 куб. дюймов (5.7 л)  Chevrolet "Turbo-Fire" small-block V8 с двухкамерным карбюратором, мощностью 250 л. с. (186 кВт) при 4500 об/мин и 345 фунт-фут (468 Нм) крутящего момента при 2800 оборотах в минуту, в паре с 3-ступенчатой Synchro-Mesh механическая коробка передач. Передние дисковые тормоза входили в стандартную комплектацию. Приборная панель была в основном идентична Chevelle за исключением отделки из древесного шпона, которая, согласно Holls, являлась фотографической репродукцией отделки вяза, используемой Rolls-Royce. Также были использованы более высокие ценящиеся нейлоновые (или виниловые) обивки и ковровые покрытия с глубоким переплетением. Базовая цена - 3 123 доллара США, Monte Carlo стоил на 218 долларов больше, чем сопоставимый Chevelle Malibu.
Были доступны различные варианты. Двухступенчатая автоматическая коробка передач Powerglide (только на двигателях 350 CID), трехступенчатая Turbo-Hydramatic или четырехступенчатая механическая; большинство Monte Carlo были построены с Turbo-Hydramatic. Также были доступны гидроусилитель руля с переменным передаточным отношением, электростеклоподъемники, кондиционер, сиденья с электроприводом, "раллийные" колеса, ковшеобразные сиденья, центральная консоль, полный комплект приборов и другие аксессуары, в результате чего цена полностью оснащенного Монте-Карло превысила 5000 долларов.
Двигатели: Turbo-Fire 350 CID small block V8 с четырехкамерным карбюратором, мощностью 300 л. с. (224 кВт) при 4800 оборотах в минуту и 380 фунт-фут (515 Нм) при 3200 об / мин, Turbo-Fire 400 (400 CID/6.5 L) с двух-камерным карбюратором мощностью 265 л. с. (198 кВт) при 4800 оборотах в минуту и 400 фунт·фут (542 Нм) при 3800 об / мин, и Turbo-Jet 400 (402 CID/6.6 L) с четырехкамерным карбюратором, мощностью 330 л. с. (246 кВт) при 4800 оборотах в минуту и 410 фунт-фут (555 Нм) при 3200 оборотах в минуту). Обратите внимание, что два Chevrolet 400 CID V8, предлагаемых в этом году, на самом деле были двумя разными конструкциями. Двухствольный карбюраторный Turbo-Fire 400 был небольшим блочным двигателем Chevrolet V8, похожим, но отличающимся внутренне, на 350, в то время как Turbo-Jet 400 был немного увеличенной версией 396 CID big block V8 и имел фактический объем 402 CID.
Спортивным и самым мощным вариантом была комплектация Monte Carlo SS 454. По цене $ 420, он включал стандартный  Turbo-Jet 454 of 454 CID (7,4 л) с четырехкамерным карбюратором, рассчитанным на 360 л. с. (269 кВт) при 4800 об / мин. Он также включал в себя сверхпрочную подвеску, более широкие шины, маркировку "SS 454" и автоматическую выравнивающую нагрузку заднюю подвеску. Трехступенчатая автоматическая коробка передач Turbo Hydra-Matic была единственной коробкой передач, доступной для этой комплектации. Задняя ось была стандартной с коэффициентом 3,06, а 2,56 и 3,31 доступны за 222 доллара дополнительно. SS 454s не были популярны с 3823 единицами, построенными в течение года.
Забастовка рабочих на сборочном заводе Chevrolet в Флинте, штат Мичиган (где планировалось большинство производства Monte Carlo) в первые месяцы 1970 модельного года сразу после выпуска автомобиля 18 сентября 1969 года ограничила общий объем продаж модели до 159 341; меньше прогнозируемых 185 000. В те первые месяцы Monte Carlo был в дефиците, а полномасштабное производство началось только в феврале 1970 года, оставив многих потенциальных покупателей разочарованными после того, как они обратились к своим дилерам Chevrolet и не нашли Monte Carlo на складе. Как только началось полное производство, Monte Carlo продавался хорошо и часто по полной цене (обычно заказывался со многими дополнительными опциями), что делало его прибыльной моделью для Chevrolet и ее дилерских сетей.
Popular Mechanics сообщила, что 82% читателей, купивших Monte Carlo, взяли его за стиль, однако 10,1% читателей не понравилось количество места для задних ног.

### 1971
Модель 1971 года претерпела незначительные изменения в стиле, в основном косметические. Ободки фар стали иметь более округлую форму с прямоугольными передними стояночными фонарями. Решетка не имела горизонтальной перегородки, а отверстия были прямоугольной формы. Молдинг капота включал в себя стоячий орнамент с надписью “Шевроле”. На эмблеме решетки радиатора римскими цифрами был указан год - "1971". Замочную скважину замка багажника окружал герб Монте-Карло. Задние фонари теперь имели две горизонтальные и одну вертикальную хромированные полосы. Кроме того, модель SS получила новые "ручки европейского символа", а установка четырехспицевого рулевого колеса стало опциональной. Стереоприемники AM/FM с 8-дорожечными магнитофонами также были дополнительной опцией. Механически он не был в значительной степени изменен, хотя двигатель small block Turbo-Fire 400 с двухкамерным карбюратором более не устанавливался. Другие двигатели имели пониженную степень сжатия, чтобы позволить использовать обычный этилированный, низкоэтилированный или неэтилированный бензин, согласно корпоративному указу GM. Мощность двигателя упала до 245 л. с. (183 кВт) для базового Turbo-Fire 350 CID (5,7 л), 270 л. с. (201 кВт) для Turbo-Fire 350-4V и 300 л. с. (224 кВт) для Turbo-Jet 400. Двигатель SS 454 был фактически поднят до номинальной 365 валовой мощности (272 кВт), несмотря на снижение степени сжатия. Это увеличение лошадиных сил было результатом использования 454-го двигателя с более агрессивным распределительным валом от 390-сильного 454-го, используемого в 1970 году Chevrolet Corvette и полноразмерных седанах.
Chevrolet перечислила как валовые, так и чистые показатели мощности SAE в 1971 году с предстоящим изменением чистых рейтингов SAE в 1972 году. Рейтинги сравниваются следующим образом:
| Двигатель             | Карбюратор   | Валовая мощность (л/с) | Чистая мощность (л/с) |
| --------------------- | ------------ | ---------------------- | --------------------- |
| Turbo-Fire 350 CID V8 | 2-х камерный | 245 л/с                | 165 л/с               |
| Turbo-Fire 350 CID V8 | 4-х камерный | 270 л/с                | 175 л/с               |
| Turbo-Jet 400 CID V8  | 4-х камерный | 300 л/с                | 260 л/с               |
| Turbo-Jet 454 CID V8  | 4-х камерный | 365 л/с                | 285 л/с               |

Выпуск Monte Carlo в комплектации SS 454 был прекращен после этого года. Было выпущено 1919 автомобилей, однако двигатель 454 CID V8 останется опциональным в Monte Carlo до 1975 года. Причиной отказа от SS было то, что Monte Carlo продавался как роскошный автомобиль, а не масл-кар. Табличка SS будет воскрешена 12 лет спустя. Тем не менее, в то же самое время, когда Monte Carlo SS был признан неудачным на рынке и снят с производства, репутация модели как высокопроизводительного автомобиля на гоночной трассе набирала силу, так как Ford и Chrysler прекращали свою заводскую поддержку гонок из-за снижения продаж масл-каров и необходимости отдавать деньги на выполнение федеральных правил безопасности и выбросов (официальная политика General Motors запрещала заводские гонки с 1963 года). Поскольку заводская поддержка Ford и Chrysler закончилась, гоночная версия стандартных автомобилей перешла к независимым командам и спонсорам, которые в подавляющем большинстве предпочли Chevrolet продуктам Ford и Chrysler из-за гораздо большей доступности автомобилей и внебиржевых гоночных запчастей Chevy через дилерскую сеть Chevy. Monte Carlo считался наиболее подходящей моделью Chevrolet для гонок на серийных автомобилях большинством команд NASCAR из-за своей колесной базы 116 дюймов (2900 мм) (всего на один дюйм выше минимальных требований NASCAR в то время, 2-дверный Chevelle имел более короткую колесную базу 112 дюймов) и длинного капота, который продвигал двигатель дальше назад в шасси, чем большинство других автомобилей, для лучшего распределения веса. Таким образом, Monte Carlo стал знаменосцем Chevy для NASCAR с 1971 по 1989 год.
Производство Monte Carlo 1971 модельного года  началось медленно из-за 67-дневной корпоративной забастовки (забастовки рабочих), которая совпала с введением моделей 1971 года в сентябре 1970 года. Это оставило дилерские центры только с небольшой партией моделей 1971 года (построенных до забастовки) на складе до тех пор, пока забастовка не была урегулирована в середине ноября 1970 года, а затем медленно продвигалась к достижению нормального уровня производства примерно до 1 января 1971 года. Производство модельного года завершилось на уровне 128 600 экземпляров, включая 1919 моделей SS.
В общей сложности 12 1971 Monte Carlo были отправлены в Австралию в 1971 году и преобразованы в RH drive, 4 из них были моделями SS из 1919 выпущенных.

### 1972
Решетка радиатора, похожая на решетки Chevrolet Caprice 1971 года и некоторые модели Cadillac, прямоугольные передние парковочные фонари, перемещенные к левому и правому краям решетки, более широкий капот без стоячих украшений и металлическая задняя отделка молдинга подчеркивали изменения в Monte Carlo 1972 года, заключительном году для дизайна первого поколения. SS был отброшен, но новая пользовательская опция Monte Carlo появилась только на один год, которая включала специальную подвеску и другие элементы, ранее включенные в опцию SS. В отличие от ушедшей комплектации SS, он был доступен с любым двигателем в списке. Опциональность Monte Carlo был схожа с Impala.
Двигатели практически не изменились, но общепромышленный переход на SAE привел к снижению номинальной мощности всех двигателей Chevrolet. Завод не перечислил валовые показатели лошадиных сил за 1972 год. По сравнению с показателями 1971 года только 402 и 454 имели снижение мощности. Новые рейтинги для Monte Carlo были:
- 350 куб. дюйм. (5.7 л), 2-х камерный: 165 л/с
- 350 куб. дюйм. (5.7 л), 4-х камерный: 175 л/с
- 402 куб. дюйм. (6.6 л), 4-х камерный: 240 л/с
- 454 куб. дюйм. (7.4 л), 4-х камерный: 270 л/с

В Калифорнии, где стандарты выбросов были более строгими, чем федеральное законодательство, 4-камерный карбюратор 350 CID был стандартным и единственным доступным двигателем. Кроме того, единственной трансмиссией, предлагаемой в Калифорнии, была Turbo Hydramatic.
Когда в 1972 году четырехступенчатая механическая коробка передач была исключена из списка опций, в брошюре Monte Carlo, описывающей ее рыночную позицию как личный роскошный автомобиль, говорилось: "Больше никаких четырех-на-полу." Стандартная трехступенчатая механическая и дополнительная двухступенчатая автоматическая коробки передач Powerglide предлагались только с базовым двигателем 350 CID с двухкамерным карбюратором, с трехступенчатым Turbo Hydramatic двигателем также доступным с этим двигателем и обязательной опцией с каждым из дополнительных двигателей.
Механически наиболее значительным изменением стало то, что впервые в стандартную комплектацию вошло рулевое управление с переменным передаточным отношением.
Внутренняя отделка была относительно неизменной с 1971 года, за исключением наличия полностью виниловой обивки со стандартным сиденьем-диваном в дополнение к опциональным ковшеобразным сиденьям Strato. Тканевые интерьеры также предлагались как со диванами, так и с ковшеобразными сиденьями. Производство 1972 модельного года увеличилось до 180 819, чтобы установить новый рекорд в последний год для первого поколения кузова типа А. Monte Carlo и другие модели Chevrolet продвигались в рамках новой рекламной кампании, в рамках которой Chevys в печатной и широковещательной рекламе показывались на различных туристических достопримечательностях и сайтах по всей территории Соединенных Штатов под слоганом "Chevrolet: Создание лучшего способа увидеть США"."

## Второе поколение

### 1973
Переработанный Monte Carlo был представлен наряду с другими промежуточными продуктами GM. Как и другие среднеразмерные автомобили GM, Monte Carlo 1973 года был уже не хардтопом, а купе со стойками, задними боковыми оперными окнами и бескаркасным дверным стеклом. Заметные особенности стиля включали решетку радиатора в виде ящика для яиц с эмблемой Monte Carlo спереди и вертикальные задние фонари над бампером.
Передний бампер был широким в соответствии с федеральным стандартом который обязывал производителя автомобилей конструировать бампера таким образом, чтобы автомобиль выдерживал столкновение на скорости 5 миль/ч (8 км/ч) без повреждений. Этот стандарт входил в число обязательных федеральных стандартов безопасности 1973 года для всех легковых автомобилей, продаваемых в США. Позже этот стандарт стал распространяться и на задние бампера автомобилей, произведенных с 1974 года. Также новинкой стала двухслойная крыша для улучшения шумоподавления и защиты от опрокидывания, а также заподлицо установленные выдвижные наружные дверные ручки, впервые представленные на Camaro 1970½ года выпуска и полноразмерных "Chevrolet" и "Vega" 1971 года выпуска.
Отдельная конструкция рамного кузова была продолжала производиться и в 1973 году, как и основная цельнокатаная подвеска. Для улучшения езды и управляемости Monte Carlo 1973 года отличался рядом новшеств (для большого американского автомобиля), таких как стандартные радиальные шины, амортизаторы Pliacell, высокоточное рулевое управление, а также передние и задние стабилизаторы поперечной устойчивости (ранее предлагавшиеся только с комплектацией SS). Стандартный Monte Carlo с механической коробкой передач сохранил "традиционное" рулевое управление и прежние шины, однако радиально настроенная система была включена в комплектацию, когда была заказана автоматическая коробка передач. Автомобили в такой комплектации получали шильдик "Monte Carlo S".
Новой моделью 1973 года стал Monte Carlo Landau, который в основном представлял собой "S" с виниловой крышей Landau, колесами Turbine II, а также спортивными зеркалами со стороны водителя и пассажира. Интерьер Monte Carlo 1973 года отличался совершенно новой приборной панелью в стиле кокпита, похожей на ту, что встречается в некоторых современных Pontiac, Oldsmobile и Buick, в которой датчики и различные приборы были сосредоточены в пределах легкой досягаемости водителя. Имитация отделки из вяза была сохранена. Раздельное сиденье  было стандартным, но сиденья "Strato Bucket" нового дизайна были опциональными, наряду с напольной консолью, оснащенной столь же новым переключателем передач с ручкой и кнопкой, похожим на раллийный спортивный переключатель Pontiac, заменяющий подковообразный переключатель Buick предыдущих лет, и отсеком для хранения. Ковшеобразные сиденья были цельной конструкции с высокой спинкой и встроенными подголовниками и могли поворачиваться почти на 90 градусов, чтобы облегчить водителю и переднему пассажиру вход и выход. Тканевая и виниловая отделка предлагалась как с диваном, так и с ковшеобразными сиденьями.
Стандартный двигатель был 145 л. с. (108 кВт) 350 куб. дюйм. (5,7 л) Turbo-Fire V8. Дополнительные двигатели включали 175 л. с. (30 кВт) 350 куб. дюйм. V8 с четырехкамерным карбюратором и  454 куб. дюйм. Turbo-Jet V8 мощностью 245 л. с. (183 кВт) с четырехкамерным карбюратором.
Monte Carlo 1973 года был назван "Автомобилем года" Motor Trend на основе его нового стиля и акцента на езду и управляемость в европейском стиле. Monte Carlo 1973 года установил новый рекорд продаж Chevrolet: за модельный год было продано почти 250 000 автомобилей. Успех Monte Carlo и аналогичного Pontiac Grand Prix  привел к появлению нескольких новых персональных роскошных автомобилей от конкурентов, включая переработанный Mercury Cougar, Ford Gran Torino Elite, Chrysler Cordoba и рестайлинговый Dodge Charger, а также высококлассные версии AMC Matador, которые представили новый дизайн купе в 1974 году.

### 1974
Monte Carlo 1974 года получил незначительные изменения в деталях по сравнению со своим предшественником 1973 года, в первую очередь пересмотренную решетку радиатора в виде ящика для яиц, задние фонари (больше не утопленные горизонтальными хромированными полосами), более короткую палубу багажника, в которой размещался перемещенный номерной знак и механизм блокировки багажника. В 1973 году замок багажника находился под палубой багажника и над задним бампером в пространстве, которого больше не существовало на версиях 1974 года. Был добавлен увеличенный задний бампер соответствующий стандарту "5 миль в час (8,0 км/ч)", а в салоне больше не было карманов в картах дверей водителя и пассажира.
Базовый Monte Carlo с механической коробкой передач, стандартной подвеской и косыми шинами был снят с производства, оставив только модели "S" и "Landau", оснащенные радиальными шинами и модернизированными подвесками наряду со стандартным усилителем рулевого управления и передними дисковыми тормозами.
Трехступенчатая механическая коробка передач была указана в качестве стандартного оборудования на моделях 1974 года "S" и "Landau", оснащенных стандартным 350 CID V8, а автоматическая коробка передач была обязательным вариантом с более крупными 400 и 454 CID V8. Однако ряд источников указывает, что Chevrolet построил практически весь Monte Carlo 1974 года с турбонаддувной трансмиссией Hydra-Matic.
Стандартный 350 CID Turbo-Fire V8 снова был рассчитан на 145 л. с. (108 кВт) с двухкамерным карбюратором в 49 штатах. Для калифорнийцев стандартным двигателем был 350-цилиндровый V8 с четырехкамерным карбюратором мощностью 160 л. с. (120 кВт), который не предлагался в других 49 штатах. Впервые с 1970 года в списке опций Monte появился небольшой блок V8 мощностью 400 CID Turbo-Fire мощностью 150 л. с. (110 кВт) с двухкамерным карбюратором (не предлагался в Калифорнии) или 180 л. с. (134 кВт) с четырехкамерным карбюратором. Мощнейшим двигателем снова стал 454-й CID Turbo-Jet big block V8 мощностью 235 л. с. (183 кВт).
Несмотря на арабское нефтяное эмбарго конца 1973 и начала 1974 года, которое значительно сократило продажи стандартных и средних автомобилей в пользу небольших компактных и импортных малолитражек, Monte Carlo пошел другим путем в чартах продаж, установив новый рекорд продаж в этом году - более 300 000 единиц, несмотря на длинные очереди на заправках и рекордно высокие цены на бензин. Monte Carlo продолжал лидировать в промежуточных продажах личных автомобилей класса люкс, заняв второе место на Гран-при и приобрел в этом году новых конкурентов, включая увеличенный Mercury Cougar, Ford Gran Torino Elite и купе AMC Matador.

### 1975
Monte Carlo 1975 года получил лишь незначительные изменения стиля по сравнению с моделью 1974 года, включая новую решетку радиатора с эмблемой Монте-Карло, перенесенную в центральную секцию, и новые задние фонари вертикальной формы с горизонтальными жалюзи. Все модели получили каталитические нейтрализаторы для удовлетворения федеральных и калифорнийских требований к выбросам, которые включали такие бонусы, как улучшенная экономия топлива и управляемость, а также более длительный срок службы свечей зажигания и глушителей, но требовали более низкого октанового числа неэтилированного бензина.
Двигатели были перенесены с 1974 года, за исключением добавления высокоэнергетического электронного зажигания GM, ставшего стандартным оборудованием. Однако номинальная мощность всех двигателей была снижена из-за добавления каталитического нейтрализатора. 454 CID V8 больше не предлагался на калифорнийских автомобилях, оставив двигатель 400 CID с четырехкамерным карбюратором лучшим двигателем в Золотом штате. Базовый 350 CID с двухкамерным карбюратором был рассчитан на 145 л. с. (108 кВт) (стандарт в 49 штатах), 4-камерный 350 CID был рассчитан на 155 л. с. (116 кВт) (доступен только в Калифорнии), 400 CID 4-камерный 175 л. с. (130 кВт) и 454 CID 4-камерный 215 л. с. (160 кВт) (теперь оснащен одним выхлопом с двойным выхлопом в качестве опции). Трехступенчатая механическая коробка передач была стандартным оборудованием с базовым 350 CID V8, используемым в 49 штатах, а в Калифорнии-только 350 четырехкамерных V8. Turbo Hydra-Matic опциональна, но является обязательной опцией для 400 и 454 V8. Источники Chevrolet, однако, сообщают, что практически все модели Monte Carlo 1975 года были оснащены Turbo трансмиссией Hydra-Matic, которая стала стандартным оборудованием для 1976 года.
Для автомобилей 1975 года был изготовленный на заказ новый вариант интерьера, который включал в себя более мягкое тканевое сиденье  с откидным креслом со стороны пассажира и ковровым покрытием нижней дверной панели. Стандартный интерьер по-прежнему состоял из дивана с трикотажной тканью с винилом или полностью виниловой обивкой. Поворотные ковшеобразные сиденья Strato с консолью и переключатель передач на полу все еще были опциональны с трикотажной тканью или виниловой обивкой. Кроме того, впервые в этом году были доступны белые полностью виниловые интерьеры с диванами или ковшеобразными сиденьями с контрастными цветами коврового покрытия и приборных панелей, включая черный, красный, синий и зеленый. Эконометр, датчик, который показывал, если кто-то использовал слишком много топлива, стал необязательным.
Продажи немного упали по сравнению с рекордными темпами 1974 года из-за более высоких цен, вызванных добавлением каталитического нейтрализатора, двузначной инфляцией и новой конкуренцией со стороны Chrysler Cordoba и Dodge Charger SE. Производство Monte Carlo составило около 250 000 единиц, но восстановилось, чтобы установить новый рекорд в 1976 году.

### 1976
Новая поперечная решетка радиатора и вертикально установленные прямоугольные фары, а также измененные задние фонари идентифицировали Monte Carlo 1976 года (измененный рисунок задних фонарей позже был включен в Monte Carlo четвертого поколения). Под капотом новый 140 л. с. (104 кВт) 305 CID с двухкамерным V8 стал стандартным двигателем вместе с 145 л. с. (108 кВт) 350 CID с двухкамерным карбюратором V8 мощностью 175 л. с. (130 кВт)  и 400 CID V8. Калифорнийские автомобили получили 4-х камерный 165 л. с. (123 кВт) 350 CID в качестве базового двигателя (недоступного в 49 штатах) и могли быть оснащены 400 4-камерными V8. Большой блок 454 CID V8 был исключен из списка опций в этом году. Трансмиссия Turbo Hydramatic стала стандартным оборудованием на всех Monte Carlo 1976 года.
Внутренняя отделка осталась такой же, как и в 1975 году, но приборная панель и рулевое колесо имели новую отделку из розового дерева, заменившую вязовую предыдущих лет. Новым вариантом стала двухцветная комбинация красок "Fashion Tone". Продажи Monte Carlo достигли небывалого рекорда с 353 272 единицами в этом году. Было выпущено 191 370 купе "S" и 161 902 купе Landau, которые стоили на 293 доллара больше.

### 1977
Пересмотренная решетка радиатора с меньшими сегментами с эмблемой Monte Carlo, "рыцарским гербом", перешла на стоячий значок на капоте, а пересмотренные линзы задних фонарей стали отличием Monte Carlo 1977 года, который был последним годом для винтажного дизайна 1973 года перед введением уменьшенного Monte Carlo 1978 года. Количество предлагаемых двигателей было сокращено до двух. Базовым двигателем для 49 штатов был 140-сильный (100 кВт) 305 CID V8 с двухкамерным карбюратором и 170-сильный (130 кВт) 350 V8 с четырехкамерным карбюратором, который был опциональным (стандартным в Калифорнии). Производство 400-кубический V8 было прекращено. Трансмиссия Turbo Hydra-matic была включена в стандартное оснащение.
Внутренняя отделка получила лишь незначительные изменения в этом году. Они коснулись обивки, которая стала включать в себя ткань, велюр и винил как в базовой, так и в индивидуальной отделке. Откидные сиденья и 8-дорожечные магнитофоны были опциональны. Этот модельный год знаменует собой единственный случай в истории, когда промежуточная модель была больше во всех измерениях, чем полноразмерная модель, поскольку B-body Chevrolet Caprice/Impala уже был переработан и уменьшен в размерах к 1977 году. Вес Monte Carlo так же стал больше. В 1977 году продажи составили 224 327 купе S и 186 711 купе Landau.

## Третье поколение (1978-1980)
Производство всех среднеразмерных автомобилей GM, включая Monte Carlo, в 1978 модельном году было сокращено в ответ на арабское нефтяное эмбарго 1973 года и требования CAFE. Модель 1978 года была на 700-800 фунтов легче и на 15 дюймов короче модели 1977 года. Модель 1978 года также имела больше внутреннего и багажного пространства, чем более ранняя модель 1977 года. Двигатели, предлагаемые в предыдущие годы, были отброшены в пользу стандартного 231 CID V6 производства Buick или опционального Chevrolet 305 CID V8. Трехступенчатая механическая коробка передач впервые за несколько лет появилась в качестве стандартного оборудования на базовой модели с двигателем V6, а автоматическая стала опциональной. Опциональный V8 и все модели Landau входили в стандартную комплектацию с автоматом. Четырехступенчатая механическая коробка передач с переключателем на полу была опциональна с 305 V8, впервые с 1971 года четырехступенчатая механическая коробка передач была предложена на Monte Carlo. В стандартную комплектацию также входил новый цельный ковер от стены до стены.
Незначительные изменения в отделке были внесены в Monte Carlo 1979 года, которые включали рестайлинговую решетку радиатора, пересмотренную деталь стояночного фонаря и новые задние фонари. Механические изменения включали новый 200 CID V6 в качестве стандартного двигателя для базового Monte Carlo в 49 штатах, в то время как Buick 231 CID V6 оставался стандартным на базовых моделях в Калифорнии и всех моделях Landau. Новый 125 л. с. (93 кВт) 267 CID V8 стал опциональным, а 140 л. с. (100 кВт) 305 CID V8 продавался в качестве опции, но к нему присоединилась версия 160 л. с. 235 фунт-фут (319 Нм) с четырехкамерным карбюратором. Трансмиссии были перенесены с модели 1978 года, в том числе и стандартная трех-ступенчатая механическая и дополнительная четырех-ступенчатая механическая. Также предлагался дополнительный трех-ступенчатый автомат Turbo Hydramatic. 1979 год станет последним годом, когда Chevrolet будет предлагать механическую коробку передач на Monte Carlo из-за крайне низкого интереса покупателя.
Черный Monte Carlo 1979 года был использован Майклом Платтом и Уильямом Матиксом во время перестрелки ФБР в Майами в 1986 году. Monte Carlo 1979 года, модифицированный в лоурайдер, также был показан в фильме 2001 года "Тренировочный день". Машину вел главный герой детектив Алонсо Харрис, которого сыграл актер Дензел Вашингтон.
В 1980 году автомобиль получил фронтальный рестайлинг, были добавлены новые фары с четырьмя линзами и указателями поворота, установленными внизу. 3-ступенчатая автоматическая коробка передач Metric 200 стала стандартной на всех моделях, а новый 229 CID V6 с 2-камерным карбюратором Rochester заменил как 200 CID V6 1979 года, так и двигатель Buick, предлагаемый на всех моделях 1978 года, а также Landau 1979 года в качестве стандартного двигателя в 49 штатах (калифорнийские автомобили продолжали использовать двигатель Buick). Новым вариантом 1980 года стала турбированная версия Buick 231 CID V6 мощностью 170 л. с. (130 кВт). Другие дополнительные двигатели включали 267 и 305 CID-версии Chevrolet small-block V8 мощностью до 155 л. с. (116 кВт). Замок багажника с электроприводом по-прежнему была опциональным. В 1980 году было выпущено в общей сложности 13 839 турбированных Monte Carlo. Был представлен новый вариант 14-дюймового раллийного колеса с 5 спицами (с квадратными концами и заостренным краем), который позже был разделен с последующими кузовами Chevrolet/GMC A/G, включая легкий грузовик Chevrolet S10.

## Четвёртое поколение

### 1981-1984
Кузов был подвергнут рестайлингу наравне с другими официальными купе GM среднего размера (Oldsmobile Cutlass Supreme, Pontiac Grand Prix, Buick Regal). Он отличался более плавным профилем, чем предыдущие модели, и новыми вертикальными задними фонарями, похожими на модели 1973-1977 годов. Были перенесены старые двигатели, включая стандартный 229 CID Chevrolet V6 (231 CID Buick V6 в Калифорнии) , дополнительный 267 CID V8 (недоступный в Калифорнии), 305 CID V8 в базовых моделях и моделях Landau, а также турбированный 170 л. с. (130 кВт) 231 CID Buick V6 в Monte Carlo Turbo. Всего в 1981 году было выпущено 3027 турбированных Monte Carlo. Monte Carlo Turbo в том году немного отличался от других Monte Carlo, потому что в дополнение к турбомотору он также был оснащен небольшим воздухозаборником с левой стороны капота. Также у него были значки Turbo 3.8 с Шевроле-бабочкой по бокам капота, на крышке багажника и на правой стороне приборной панели. Автоматическая коробка передач, гидроусилитель руля и передние дисковые тормоза были стандартным оборудованием. В то время как старый большой Monte Carlo имел доминирующий стиль кузова в конце 1970-х годов, выиграв около 30 гонок, уменьшенный кузов 1981 года увидел первым только два клетчатых флага в сезонах 1981 и 1982 годов, когда он был запущен.
В Monte Carlo 1982 года было внесено несколько изменений. Все двигатели, за исключением турбированного 231 CID V6, который был снят с производства вместе с моделью Monte Carlo Turbo, были перенесены с 1981 года. Новыми для 1982 года были дополнения 260 CID V6 и Oldsmobile 350 CID V8, оба из которых были дизельными двигателями. С появлением новой среднеразмерной платформы GM, на которой появились Buick Century, Chevrolet Celebrity, Oldsmobile Cutlass Ciera и Pontiac 6000, обозначения шасси были изменены. Новые автомобили среднего размера были обозначены как автомобили с кузовом А, в то время как автомобили, ранее обозначенные как А-кузова, теперь назывались G-кузовами. Черный экстерьер не был доступен в 1982 году впервые в истории Monte Carlo, был более спортивный вариант интерьера с ковшеобразными сиденьями Strato и консолью, так как в этом году предлагалась только стандартный диван "notchback" или дополнительный диван 55/45. Распределение веса составляло 57% спереди и 43% сзади.
Получив лишь незначительные обновления, Monte Carlo 1983 года выпуска  получила пересмотренную решетку радиатора и внутреннюю отделку. Стандартным двигателем по-прежнему оставался 229 CID V6, а 165-сильный 305 CID V8 был опциональным. Комплектация Super Sport, Z65, снова стал опционом в 1983 году. Monte Carlo SS был вновь представлен в 1983 году, после двенадцати лет прекращения производства. Monte Carlo SS отличался европейской цветовой кодировкой кузова, новой передней панелью, задним спойлером и V8.
Производство купе модели 1984 года составило 112 730 штук, а еще 24 050 имели вариант SS (с 180 л. с. (130 кВт) 305 V8, который получил прирост на 5 л. с. (3,7 кВт) по сравнению с предыдущим годом). Monte Carlo SS впервые был доступен с ковшеобразными сиденьями Strato и напольной консолью в качестве дополнительных опций вместо стандартного раздельного сиденья с подлокотником (ковши Strato также вернулись в качестве опции на обычном Monte после двухлетнего отсутствия). Обычный Monte Carlo входил в стандартную комплектацию с 125 л. с. (93 кВт) 229 CID V6 (231 CID V6 для Калифорнии), а 165 л. с. (123 кВт) 305 V8 был опциональным. За последний год в наличии на базе Monte Carlo был дизельный двигатель 350 CID, а изготовлено было всего 168. Все двигатели 1984 года получили трехступенчатую автоматическую коробку передач, за исключением трех SS в конце серийного выпуска 1984 года, которые получили трансмиссию Turbo Hydramatic 200-4R с овердрайвом. В 1984 году существовало ограниченное количество SS Monte Carlo, произведенных в Мексике, для продажи там же. Различия очень велики по сравнению с американскими/канадскими SS. Заднего спойлера не было. Колеса были 14-дюймовыми в стиле checker, которые являлись опцией Monte Carlo американского производства. На мексиканские автомобили устанавливались боковые зеркала другого стиля и черного цвета. Интерьер позаимствован Grand Prix и имеет синий цвет. Устанавливался двигатель 350 CID V8 и 4-ступенчатая механическая коробка передач с Hurst Shifter.

### 1985-1988
В 1985 году были вновь введена крыша T-Top, так как она была снята с производства после 1983 модельного года, в то время как были доступны дополнительные цвета SS (черный, бордовый и серебристый в дополнение к белому), тонкая полоска и опции. Синий ("пушечный металл") цвет для SS был отброшен. Четырехступенчатая автоматическая коробка передач с овердрайвом Turbo Hydramatic 200-4R с пересмотренным спортивным передаточным отношением задней оси с передачей 3,73:1 стала стандартной на SS. Навсегда исчезли дизельные двигатели 229 CID V6 и 350 CID V8. Вместо 229 CID V6 был введен 262 CID (4,3 л) V6 (RPO LB4), который впрыскивался с впрыском топлива в корпус дроссельной заслонки. V8 были оснащены управляемыми компьютером карбюраторами Quadrajet.
Chevrolet Monte Carlo 1985 года выпуска, заднеприводный личный автомобиль класса люкс, получил больше мощности, но впервые с 1981 года в Monte Carlo не предлагался дизельный двигатель. На базовой модели ранее стандартный 3,8-литровый Chevy V6 уступил место более крупному 4,3-литровому V6 с впрыском топлива в корпус дроссельной заслонки. Это принесло 20 дополнительных лошадиных сил, в общей сложности 130. Опциональный 5,0-литровый V8 также набрал некоторую мощность благодаря скачку степени сжатия. Он подскочил со 150 лошадиных сил до 165. Высокая мощность 5,0-литрового V8 в Chevrolet Monte Carlo SS 1985 года оставалась на уровне 180 лошадиных сил. 10,5-дюймовые передние дисковые тормоза были стандартными. Кондиционер стоил 730 долларов. V6 и базовый V8 были доступны либо с трех -, либо с четырехступенчатой автоматической коробкой передач, но H. O. V8 в SS в этом году выпускался только с четырехступенчатой автоматической коробкой передач. Базовое купе осталось визуально неизменным. Версия SS была изменена. Ранее предлагавшийся только в белом или темно-синем металлике, выбор цветов был расширен, включив серебристый, бордовый и черный. "Съемные стеклянные панели крыши" (T-tops) появились на борту в середине года. Почти 120 000 Monte Carlo нашли нетерпеливых покупателей в 1985 году. Хотя общий объем продаж снизился с 1984 года, продажи модели SS выросли с 24 050 до 35 484. Модель 1985 года Monte Carlo SS также имела 35-миллиметровую перекладину качания для дополнительной поддержки.
В 1986 году было доступно четыре различных стиля кузова. Базовая модель Sport Coupe по-прежнему выпускалась с теми же общими кузовными панелями, что и с 1981 года, но имела новые боковые зеркала "аэро", похожие на те, что были на Camaro и Chevrolet Corvette 1980-х годов. Новинкой для 1986 модельного года стала роскошная спортивная модель с пересмотренной передней панелью, новыми боковыми зеркалами "аэро" и обновленной гладкой задней панелью. Передняя панель LS включала фары "Евро" со съемными лампочками в стеклянном композитном корпусе фары, по сравнению с меньшими герметичными стеклянными фарами предыдущих лет. Задний бампер LS больше не имел "выемки" между бампером и багажником, а задние фонари обернулись так, что их было видно с боков автомобиля. Модель Super Sport 1986 года включала в себя зеркала "аэро", но все же использовала стиль предыдущего года для заднего бампера. Также новой в этом году стала модель Aerocoupe. Aerocoupe был создан модификациями кузова Super Sport, включая более глубокое наклонное заднее стекло и более короткую крышку багажника со спойлером, который лежал более плоско, чем предыдущие Super Sports. Было продано только 200 Aerocoupe, что оказалось установленным официальными лицами NASCAR количеством, требуемым для включения серийного автомобиля в гонки.
В 1987 году Chevrolet ликвидировала спортивную версию купе Monte Carlo, оставив LS, SS и Aerocoupe. Super Sport включал в себя "сглаженный" задний бампер и задние фонари, впервые представленные на люксовом спорте 1986 года, а в середине года выпуска появился "лежачий" спойлер. Aerocoupe составил 6 052 из 39 251 общего количества SS, которые были выпущены в том году, а в 1987 году было выпущено 39 794 Super Sport. 1988 год стал последним годом для Monte Carlo четвертого поколения.
Модели 1988 года были фактически построены в конце 1987 года, и только 16 204 SS были сделаны по запрашиваемой цене в 19 320 долларов США. Внешний вид и механика были аналогичны модели 1987 года. Модель 1988 года выпускалась только со спойлером типа lay-down, в отличие от модели 1987 года, которая выпускалась либо со спойлером типа lay-down, либо со спойлером типа stand-up. Aerocoupe не вернулся, так как Chevrolet обнародовал планы по производству Lumina и гонке этого стиля кузова в NASCAR. Новый стиль кузова Lumina был гораздо более аэродинамичным и сводил на нет необходимость в "более изящной" версии Monte Carlo SS. Купе Lumina было представлено как модель 1990 года, чтобы заменить Monte Carlo. Общий объем производства за последний год заднеприводного Monte Carlo составил 30 174 машины — почти половина от выпуска 1987 года. Последний G-body Monte Carlo – серебристый SS coupe — был выпущен 12 декабря 1987 года, который сошел с сборочного завода GM в Арлингтоне. Общий объем производства SS за 1988 год составил 16 204 единицы.

## Пятое поколение
В 1995 модельном году среднеразмерная Lumina была разделена на две модели: седан продолжал называться Lumina, а купе возрождало шильдик Monte Carlo для своего пятого поколения. Новый автомобиль ездил на обновленном шасси W-body, совместимом с Lumina, Pontiac Grand Prix, Oldsmobile Cutlass Supreme, Oldsmobile Intrigue, Buick Century и Buick Regal, и по своей природе был первым переднеприводным Monte Carlo. В 1995 г. стоимость LS составляла $16,770, а Z34 стоила $18,970. Все Monte Carlo 1995-1999 годов постройки были построены в Ошаве, Онтарио, Канада, с 14 февраля 1994 года по сентябрь 1999 года. В отличие от Monte Carlo прошлых лет, характерные выпуклости передних крыльев и панелей задней четверти исчезли. Вариант стоимостью 2195 долларов включал в себя украшение интерьера, вышитые кожаные сиденья 45/55 с полной напольной консолью, аэро-спойлер и комплектацию с акцентной полосой.
На протяжении этих пяти модельных лет Monte Carlo выпускался в двух комплектациях - LS и Z34. Изменения в стиле состояли в основном из специальной красной эмблемы, нижней передней воздушной заслонки и затемненной отделки на Z34, реальная разница была под капотом. Модели LS оснащались 3,1-литровым двигателем 3100 V6 мощностью 160 л. с. (120 кВт) при 5200 об / мин (119 кВт) и 185 фунт·фут (251 Нм), в то время как Z34 оснащались более мощным 3,4-литровым двигателем DOHC V6 мощностью 215 л. с. (160 кВт) и 220 фунт·фут (298 Нм). За исключением незначительных изменений в оборудовании, пятое поколение оставалось практически неизменным во время своего запуска. В 1998 году 3,4 л был заменен на 3800 Series II, который выдавал 200 л. с. и 225 фунт·фут крутящего момента.
Все модели Z34 выпускались с 16-дюймовыми легкосплавными дисками, опционально на моделях LS вместо стандартных  могли быть установлены 15-дюймовые стальные колеса с колпаками. 1998-1999 модели Z34 получили переработанные 16-дюймовые колеса, в то время как прежние сплавы Z34 остались на LS.
Модели 1997 года обновили стандартную комплектацию,  добавив дневные ходовые огни к стандартным двойным подушкам безопасности и ABS. Видимость сзади была плохой. Кроме того, Chevrolet снова произвел ограниченный выпуск автомобилей Monte Carlo Brickyard 400, хотя ни один из них не был доступен для потребителей. Хотя некоторые высмеивали его за нечеткие линии (называемые "Lumina Carlo") и переднеприводную трансмиссию, пятое поколение продавалось достаточно хорошо, чтобы Chevrolet продолжил линию с более оригинальным дизайном в 1999 году.

#### Итоги производства
| Год   | Всего   | Z34     | LS      |
| ----- | ------- | ------- | ------- |
| 1995  | 100,000 | 39,628  | 61,310  |
| 1996  | 65,447  | 15,384  | 30,063  |
| 1997  | 70,929  | 11,756  | 59,173  |
| 1998  | 69,390  | 20,688  | 48,702  |
| 1999  | 69,779  | 16,031  | 53,748  |
| Всего | 376,483 | 103,487 | 252,996 |

#### Модели
| Model | Years     | Engine            | Power             | Torque                 |
| ----- | --------- | ----------------- | ----------------- | ---------------------- |
| LS    | 1995–1999 | 3.1 л 3100 V6     | 160 л/с (119 кВт) | 185 фунт·фут (251 Н⋅м) |
| Z34   | 1995      | 3.4 л LQ1 DOHC V6 | 210 л/с (157 кВт) | 215 фунт·фут (292 Н⋅м) |
| Z34   | 1996–1997 | 3.4 л LQ1 DOHC V6 | 215 л/с (160 кВт) | 220 фунт·фут (298 Н⋅м) |
| Z34   | 1998–1999 | 3.8 л L36 3800 V6 | 200 л/с (149 кВт) | 225 фунт·фут (305 Н⋅м) |